# CAF Confederation Cup 2010
De CAF Confederation Cup 2010 was de zevende editie van dit Afrikaans voetbaltoernooi voor clubteams.
Titelhouder was Stade Malien uit Mali. FUS Rabat, dat in de finale CS Sfaxien uit Tunesië over twee wedstrijden met 3-2 versloeg (0-0, 3-2), werd de zesde club die dit toernooi won en de tweede club uit Marokko na FAR Rabat (2005).

## Wedstrijden

### Voorronde
De heenwedstrijden werden op 12, 13 en 14 februari gespeeld, de terugwedstrijden op 26, 27 en 28 februari.
| Team 1                        | Tot.          | Team 2                | 1e wedstr. | 2e wedstr. |
| ----------------------------- | ------------- | --------------------- | ---------- | ---------- |
| ASFAN                         | 3-2           | Issia Wazi            | 2-0        | 1-2        |
| CAPS United                   | 1-1 ns (8-7)  | Mbabane Highlanders   | 1-0        | 0-1 nv     |
| CD Costa do Sol               | 5-1           | Uniao Flamengo Santos | 2-0        | 3-1        |
| DC Motema Pembe               | 4-1           | Anges de Fatima       | 3-0        | 1-1        |
| Lengthens FC                  | 2-1           | AS Adema              | 2-1        | 0-0        |
| Séwé Sports de San Pedro      | 3-1           | USFA Ouagadougou      | 2-1        | 1-0        |
| Dragón FC                     | 2-7           | AC Léopard            | 2-3        | 0-4        |
| AS Cotonchad                  | 0-2           | Al Ahly Tripoli       | 0-0        | 0-2        |
| ATRACO FC                     | 2-2 ns (9-10) | Amal Atbara           | 2-0        | 0-2 nv     |
| AFC Leopards                  | 3-4           | Banks SC              | 3-1        | 0-3        |
| Sport Bissau e Benfica        | 2-3           | Baraka Djoma SSG      | 0-0        | 2-3        |
| Central Parade FC             | 0-4           | CO Bamako             | 0-0        | 0-4        |
| El Tersana                    | 2-3           | CR Belouizdad         | 1-1        | 1-2        |
| ASC Diaraf                    | 2-3           | FUS Rabat             | 2-1        | 0-2        |
| Pamplemousses SC              | 1-5           | Moroka Swallows       | 1-2        | 0-3        |
| Miembeni SC                   | 2-4           | Petrojet FC           | 2-2        | 0-2        |
| Atlético Olympic              | 1-2           | Warri Wolves          | 1-1        | 0-1        |
| Villa SC                      | *             | Khartoum-3            |            |            |
| Vlag van Sao Tomé en Principe | *             | Académica Petróleo    |            |            |
| Panthère de Ndé               | *             | Vlag van Benin        |            |            |

* De clubs uit Benin en Sao Tomé en Principe trokken zich terug voor deelname, Villa SC trok zich na loting terug.
Twaalf teams kregen vrije doorgang naar de volgende ronde: CD Primeiro de Agosto (Angola), Cotonsport Garoua (Kameroen), Haras El Hodood (Egypte), FC 105 Libreville (Gabon), FAR Rabat (Marokko), Stade Malien (Mali), Enyimba FC (Nigeria), AS Vita Club (Congo DR), Simba SC (Tanzania), Étoile Sportive Sahel (Tunesië), CS Sfaxien (Tunesië), ZESCO United (Zambia)

### Eerste ronde
De heenwedstrijden werden op 19, 20 en 21 maart gespeeld, de terugwedstrijden op 2, 3 en 4 april.
| Team 1                   | Tot.         | Team 2                | 1e wedstr. | 2e wedstr. |
| ------------------------ | ------------ | --------------------- | ---------- | ---------- |
| ASFAN                    | 2-2 (u)      | Étoile Sportive Sahel | 1-0        | 1-2        |
| Amal Atbara              | 6-5          | CD Costa do Sol       | 4-2        | 2-3        |
| CAPS United              | 2-1          | Moroka Swallows       | 1-1        | 1-0        |
| CR Belouizdad            | 2-1          | FAR Rabat             | 1-0        | 2-0        |
| DC Motema Pembe          | 1-0          | FC 105 Libreville     | 0-0        | 1-0        |
| Petrojet FC              | 5-1          | Khartoum-3            | 3-0        | 2-1        |
| Warri Wolves             | 3-2          | ZESCO United          | 3-0        | 0-2        |
| Panthère de Ndé          | 3-4          | AS Vita Club          | 1-1        | 2-3        |
| CO Bamako                | 0-3          | CD Primeiro de Agosto | 0-0        | 0-3        |
| AC Léopard               | 3-3 (u)      | Cotonsport Garoua     | 3-1        | 0-2        |
| Al Ahly Tripoli          | 0-1          | CS Sfaxien            | 0-0        | 0-1        |
| Académica Petróleo       | 2-3          | Enyimba FC            | 2-0        | 0-3        |
| Baraka Djoma SSG         | 0-1          | FUS Rabat             | 0-0        | 0-1        |
| Banks SC                 | 1-6          | Haras El Hodood       | 1-1        | 0-5        |
| Lengthens FC             | 1-5          | Simba SC              | 0-3        | 1-2        |
| Séwé Sports de San Pedro | 2-2 ns (3-4) | Stade Malien          | 2-0        | 0-2        |

### Tweede ronde
De heenwedstrijden werden op 23, 24 en 25 april gespeeld, de terugwedstrijden op 7, 8 en 9 mei.
| Team 1            | Tot.         | Team 2                | 1e wedstr. | 2e wedstr. |
| ----------------- | ------------ | --------------------- | ---------- | ---------- |
| ASFAN             | 1-0          | DC Motema Pembe       | 1-0        | 0-0        |
| FUS Rabat         | 2-0          | Stade Malien          | 2-0        | 0-0        |
| Warri Wolves      | 2-3          | CAPS United           | 2-1        | 0-2        |
| Cotonsport Garoua | 1-2          | CD Primeiro de Agosto | 1-2        | 0-0        |
| Amal Atbara       | 1-2          | CR Belouizdad         | 1-0        | 0-2        |
| Petrojet FC       | 1-2          | CS Sfaxien            | 1-1        | 0-1        |
| AS Vita Club      | 3-3 ns (4-5) | Enyimba FC            | 3-0        | 0-3        |
| Simba SC          | 3-6          | Haras El Hodood       | 2-1        | 1-5        |

### Derde ronde
De acht winnaars van de tweede ronde speelden tegen de acht verliezers van de tweede ronde van de CAF Champions League. De winnaars plaatsten zich voor de groepsfase. De heenwedstrijden werden op 16, 17 en 18 juli gespeeld, de terugwedstrijden op 30 en 31 juli en 1 augustus.
| Team 1                    | Tot.    | Team 2             | 1e wedstr. | 2e wedstr. |
| ------------------------- | ------- | ------------------ | ---------- | ---------- |
| Al-Hilal Omdurman         | 8-1     | CAPS United        | 5-0        | 3-1        |
| Al Ittihad Tripoli        | 3-2     | Primeiro de Agosto | 2-0        | 1-2        |
| Djoliba AC                | 1-1 (u) | CR Belouizdad      | 0-0        | 1-1        |
| Zanaco FC                 | 4-2     | Enyimba FC         | 4-0        | 0-2        |
| Al-Merreikh Omdurman      | 3-4     | ASFAN              | 2-2        | 1-2        |
| Atlético Petróleos Luanda | 1-3     | CS Sfaxien         | 0-0        | 1-3        |
| Supersport United         | 2-2 (u) | FUS Rabat          | 2-1        | 0-1        |
| Gaborone United           | 2-8     | Haras El Hodood    | 1-0        | 1-8        |

### Groepsfase

#### Groep A
| Team               | AW | W | G | V | PNT | DV | DT | DS |
| ------------------ | -- | - | - | - | --- | -- | -- | -- |
| Al-Hilal Omdurman  | 6  | 4 | 1 | 1 | 13  | 10 | 6  | +4 |
| Al Ittihad Tripoli | 6  | 4 | 0 | 2 | 12  | 11 | 5  | +6 |
| Djoliba AC         | 6  | 2 | 1 | 3 | 7   | 4  | 5  | −1 |
| ASFAN              | 6  | 0 | 2 | 4 | 2   | 3  | 12 | −9 |

| Clubs              | AHO | AIT | ASF | DAC |
| ------------------ | --- | --- | --- | --- |
| Al-Hilal Omdurman  |     | 2-0 | 4-2 | 2-1 |
| Al Ittihad Tripoli | 1-2 |     | 4-0 | 2-0 |
| ASFAN              | 0-0 | 1-3 |     | 0-0 |
| Djoliba AC         | 2-0 | 0-1 | 1-0 |     |

#### Groep B
| Team            | AW | W | G | V | PNT | DV | DT | DS |
| --------------- | -- | - | - | - | --- | -- | -- | -- |
| FUS Rabat       | 6  | 4 | 1 | 1 | 13  | 7  | 6  | +1 |
| CS Sfaxien      | 6  | 3 | 1 | 2 | 10  | 9  | 5  | +4 |
| Zanaco FC       | 6  | 1 | 3 | 2 | 6   | 5  | 6  | −1 |
| Haras El Hodood | 6  | 0 | 3 | 3 | 3   | 4  | 8  | −4 |

| Clubs           | CSS | FUS | HAR | ZAN |
| --------------- | --- | --- | --- | --- |
| CS Sfaxien      |     | 3-0 | 3-1 | 2-1 |
| FUS Rabat       | 2-1 |     | 1-0 | 1-0 |
| Haras El Hodood | 0-0 | 1-2 |     | 1-1 |
| Zanaco FC       | 1-0 | 1-1 | 1-1 |     |

### Halve finale
De heenwedstrijden werden op 29 en 30 oktober gespeeld, de terugwedstrijden op 12 en 14 november.
| Team 1             | Tot.         | Team 2            | 1e wedstr. | 2e wedstr. |
| ------------------ | ------------ | ----------------- | ---------- | ---------- |
| Al Ittihad Tripoli | 2-2 (u)      | FUS Rabat         | 1-2        | 1-0        |
| CS Sfaxien         | 1-1 ns (5-3) | Al-Hilal Omdurman | 1-0        | 0-1        |

### Finale
De heenwedstrijd werd op 28 november gespeeld, de terugwedstrijd op 4 december 2010
| Team 1    | Tot. | Team 2     | 1e wedstr. | 2e wedstr. |
| --------- | ---- | ---------- | ---------- | ---------- |
| FUS Rabat | 3-2  | CS Sfaxien | 0-0        | 3-2        |

2004 · 2005 · 2006 · 2007 · 2008 · 2009 · 2010 · 2011 · 2012 · 2013 · 2014 · 2015 · 2016 · 2017 · 2018 · 2018/19 · 2019/20 · 2020/21